# بيت ذانب (عمران)
بيت ذانب هي إحدى قرى الجمهورية اليمنية. تتبع جغرافيا لمحافظة عمران وإداريًا لمديرية جبل عيال يزيد. يبلغ تعداد سكانها 2441 نسمة حسب الإحصاء الذي أجري عام 2004.